# 그레그 헨리
그레그 헨리(Gregg Henry, 1952년 5월 6일 ~ )는 미국의 배우이자 가수이다.